# Le Locle
Le Locle er en by i det vestlige Schweiz med 10.433 (2016) indbyggere. Byen ligger i Kanton Neuchâtel, midt i Jurabjergene, og tæt ved grænsen til nabolandet Frankrig.
Le Locle er et centrum for den berømte schweiziske produktion af ure, og blandt andet urmærket Tissot har hovedkvarter i byen.
H.C. Andersen besøgte Le Locle tre gange. Han boede på adressen Cret Vaillant 28. På huset er der ophængt en mindeplade. I byens østlige del findes en gade opkaldt efter ham.